# Grave Dancers Union

Grave Dancers Union est le septième album studio du groupe rock américain Soul Asylum. Il est paru le 6 octobre 1992 sur Columbia Records et fut certifié double-platine (deux millions d'exemplaires vendus) aux États-Unis, en plus de passer 76 semaines sur le palmarès des ventes Billboard. Le succès du disque tint surtout de la popularité du single Runaway Train, lancé en 1993, qui reçut en 1994 le prix Grammy de la meilleure chanson rock.

## Liste des morceaux
Toutes les pièces sont de Dave Pirner :
1. Somebody to Shove – 3:15
2. Black Gold – 3:57
3. Runaway Train – 4:26
4. Keep It Up – 3:48
5. Homesick – 3:34
6. Get on Out – 3:30
7. New World – 4:04
8. April Fool – 3:45
9. Without a Trace – 3:33
10. Growing into You – 3:13
11. 99 % – 3:59
12. The Sun Maid – 3:51

## Titre et pochette
Aucune chanson ne s'appelle Grave Dancers Union. Le titre vient plutôt du texte de la chanson "Without a Trace" : « I tried to dance at a funeral, New Orleans style / I joined the Grave Dancers Unions, I had to file ».
La pochette de l'album est une photographie érotique de Jan Saudek.

## Extraits
Les extraits de ce disque sont, dans l'ordre : "Somebody to Shove" (1992), "Black Gold", "Runaway Train" et "Without a Trace" (tous trois en 1993).

## Production de l'album
L'album fut réalisé par Michael Beinhorn. Ce dernier, insatisfait du batteur Grant Young, fit appel à un autre musicien, Sterling Campbell, qui joua de la batterie sur plusieurs morceaux, notamment le hit "Runaway Train". Quelques années plus tard, Campbell remplaça officiellement Young comme batteur.
Le chanteur Dave Pirner dédie souvent la pièce "Without a Trace" au bassiste original de Soul Asylum, Karl Mueller, décédé en 2005.